# 擬史
擬史（ぎし）とは歴史的叙述の体裁を採用した文字記録。主としてその内容に主眼が置かれた場合に使用され、文献の史的側面が問題とされる歴史学における偽書や偽史とは別の概念である。
実際の歴史書にも擬史が混入されている場合があり、宮崎市定は『史記』の中に歴史的事実以外に各地に伝わる伝承が混入されている事実を指摘している。また逆に歴史小説である『水滸伝』に反映された史実も史料批判の手法により考証するなど、擬史と史実の密接な関連性は歴史学における考証対象となっている。
日本においても軍記物語のように事実を忠実に記録するのではなく、武勇伝や恋愛などを後世に伝えるための著作などとして数多く存在している。